# Mangiauomini
Mangiauomini è un singolo della rapper italiana Chadia Rodríguez, pubblicato il 4 ottobre 2019.

## Tracce
1. Mangiauomini – 2:36